# Stepanavan flygplats
Stepanavan flygplats (ICAO: UDLS) är en flygplats i Armenien som ligger 6 km norr om Stepanavan.